# 다키스트 아워 (영화)
《다키스트 아워》(영어: Darkest Hour)는 2017년 영국의 전쟁 드라마 영화이다. 제2차 세계 대전 시기 윈스턴 처칠의 행보를 다루고 있다. 제목 '가장 어두운 때(Darkest Hour)'는 처칠 경이 신임 총리로 임기를 시작하면서 했던 1940년 6월 18일의 연설에서 프랑스 공방전이 끝난 이후의 처참한 상황을 가리켜 한 말이다.
영화는 조 라이트 감독이 연출하고 앤서니 매카튼이 각본을 썼다. 게리 올드먼이 주인공 윈스턴 처칠 경 역을 맡았고, 벤 멘덜슨, 로널드 픽업이 각각 조지 6세, 네빌 체임벌린을 연기한다. 2017 텔류라이드 영화제에서 전세계 최초로 상영되었다.
제90회 아카데미상 분장상 수상작이다.

## 줄거리
1940년 5월, 영국 의회에서 노동당은 나치의 맹공에도 나약한 모습을 보인다는 이유로 네빌 체임벌린 수상의 퇴진을 요구하고 있었다. 체임벌린 수상은 보수당 동료 의원들에게 자신의 후임으로 핼리팩스경이 어떻겠냐는 의중을 내비치지만, 핼리팩스 본인은 시기가 적절찮다고 생각하고 있었다. 결국 체임벌린은 야당이 국가정부의 대표로 받아들일 유일한 남자, 전쟁 전 아돌프 히틀러의 위험성을 정확히 예견한 한 남자를 선택하게 되는데, 다름 아닌 해군장관 윈스턴 처칠이었다.
다음날 아침, 독일이 베네룩스를 침공하면서 상황이 심각하게 돌아간다. 처칠은 자신의 말을 잘못 들었다는 이유로 신임비서 엘리자베스 레이튼을 해고하려다 아내 클레멘타인으로부터 질책을 당한다. 한편 처칠이 선왕의 퇴위 당시 에드워드 8세의 편을 들어주었다는 이유로 강한 불신을 나타내던 조지 6세였지만, 마지못해 처칠을 만나 전시내각을 구성하도록 윤허한다. 처칠은 체임벌린 전 수상을 추밀원 의장으로, 핼리팩스경을 외무부장관으로 삼는다.
처칠은 해군에서의 기록, 제1차 세계 대전 당시 갈리폴리 전역에서의 실책, 영국령 인도와 러시아 내전에 관한 견해, 과거 자유당에 입당한 전력 등으로 인해 의회 내에서 박한 평가를 받고 있었다. 수상에 오르고 난 뒤 첫번째 연설에서 처칠은 "피와 수고와 눈물과 땀"을 약속하며 의지를 다지지만 그럼에도 돌아온 것은 냉정한 반응. 거기에 처칠의 평화 협상 거부에 경악한 체임벌린과 핼리팩스는, 내각직에서 사퇴하여 불신임 투표를 강행, 핼리팩스가 신임 수상에 오를 가능성이 높아지고 만다.
한편 프랑스의 폴 레노 총리와 만난 처칠 수상은 연합군이 프랑스 전투에서 지고 있다는 사실을 받아들이지 않고, 프랑스가 반격할 생각이 없다며 격분한다. 상황이 더욱 불리해져가는 전황 속에서 미국의 프랭클린 루즈벨트 대통령은 곤경에 처한 처칠 수상을 동정해 주지만, 고립주의를 택한 미국 의회와 중립법에 따라 유럽 개입이 불가능한 상태였다. 엎친 데 덮친 격으로 연합군이 프랑스로 진격할 것이라고 거짓으로 밝혔던 라디오 연설로 국왕으로부터 질책을 받고, 내각과 참모로부터 분노를 산다. 핼리팩스경과 체임벌린은 주세페 바스티아니 주영 이탈리아 대사를 통해 독일과의 중재를 계속 추진한다.
이후 독일군에게 밀린 영국 원정군이 됭케르크와 칼레에 고립되고, 영국은 독일의 침공에 대비하기 시작한다. 전시내각의 조언에도 불구하고 처칠은 니콜슨 준장에게 제30보병여단을 지휘하여 적의 주의를 분산시키고, 됭케르크의 병력이 철수할 시간을 벌도록 명령한다. 이 과정에서 비서 레이튼은 자신의 오빠가 철수 도중에 죽었다고 처칠에게 전한다.
프랑스가 항복하자 전시내각은 독일과의 협상을 내세운다. 거센 압박에 시달리던 처칠은 결국 협상을 통한 평화도 고려해보는 것에 동의하지만, 대화를 요청하는 서신을 비서에게 읊다가 말을 그만 삼키고 만다. 이때 갑작스레 만나게 된 조지 6세가 자신은 처칠을 좋아하게 되었으며 전쟁을 계속할 수 있도록 지지하겠다는 뜻을 전한다. 그럼에도 고심에 빠진 처칠은 문득 난생 처음으로 런던 지하철역으로 내려가 열차의 승객들에게 의견을 묻고, 시민들도 히틀러와 계속 싸우길 원한다는 의지를 확인한다. 처칠은 외부내각과 여타 의원들에게 전쟁하겠다는 의지를 연설하고, 지지를 규합하기로 한다. 처칠이 제시한 됭케르크 철수 작전은 성공적으로 마무리된다.
처칠이 의회 연설을 준비하는 사이, 핼리팩스는 체임벌린에게 불신임 계획을 이어가자고 요청하지만, 체임벌린은 연설부터 듣자고 결정한다. 연설이 끝나갈 무렵 처칠은 독일군이 침공한다면 "해변에서 싸울 것이다"라고 선언, 반대파의 지지를 호소한다. 처칠 뒤의 보수당 의원들은 침묵에 빠지고, 체임벌린은 손수건으로 이마를 닦는 시늉을 하며 수상의 뜻을 지지한다는 신호를 보낸다. 처칠은 회의장을 가득 메운 환호성과 흩날리는 의사일정표를 뒤로 한 채 밖으로 나선다. 이후 처칠이 남은 전쟁기간 동안 영국 수상으로 남게 되었다는 설명과 함께 영화는 끝이 난다.

## 출연
- 게리 올드먼 - 윈스턴 처칠 역
- 크리스틴 스콧 토머스 - 클레멘타인 처칠 역
- 릴리 제임스 - 엘리자베스 레이턴 역
- 벤 멘덜슨 - 국왕 조지 6세 역
- 스티븐 딜레인 - 핼리팩스 자작 역
- 로널드 픽업 - 네빌 체임벌린 역
- 새뮤얼 웨스트 - 앤서니 이든 경 역
- 리처드 럼즈든 - 이즈메이 장군 역
- 니컬러스 존스 - 존 사이먼 경 역
- 조 암스트롱 - 존 에번스 역
- 데이비드 밤버 - 제독 램지 역
- 폴 레너드 - 제독 더들리 파운드 역
- 올리비에 브로슈 - 폴 레노 역
- 벤저민 휘트로 - 새뮤얼 호어 역
- 필립 마틴 브라운 - 소여스 역
- 힐턴 맥레이 - 아서 그린우드 역
- 에이드리언 롤린스 - 공군 원수 다우닝 역
- 데이비드 쇼필드 - 클레멘트 애틀리 역
- 데이비드 올라왈레 아옌데 - 민간인 역
- 핍 토렌스 - BBC 프로듀서 역
- 조던 월러 - 랜돌프 처칠 역
- 안나 버넷 - 파멜라 처칠 역
- 베다니 뮤어 - 사라 처칠 역
- 브라이언 페티퍼 - 킹즐리 우드 역
- 존 로크 - 올리버 윌슨 역
- 맬컴 스토리 - 아이언사이드 장군 역
- 데이비드 스트러세언 - 프랭클린 D. 루즈벨트 목소리 역
- 제러미 차일드 - 제임스 스탠호프 역

## 스태프
- 감독 - 조 라이트
- 각본 - 앤서니 매카튼
- 촬영 - 브루노 델보넬
- 미술 - 사라 그린우드
- 편집 - 발레리오 보넬리
- 의상 - 재클린 듀런
- 음악 - 다리오 마리아넬리

### EBS판 스태프 (2023년 3월 5일)
- 프로듀서 - 권혁미
- 번역 - 차진영
- 감수 - 김동수
- CG - 조운경
- 편집 - 정미현
- 기술감독 - 김정수
- 우리말 연출 - 강민화
- 기획 - EBS
- 우리말 제작 - 벼리기획

## 제작

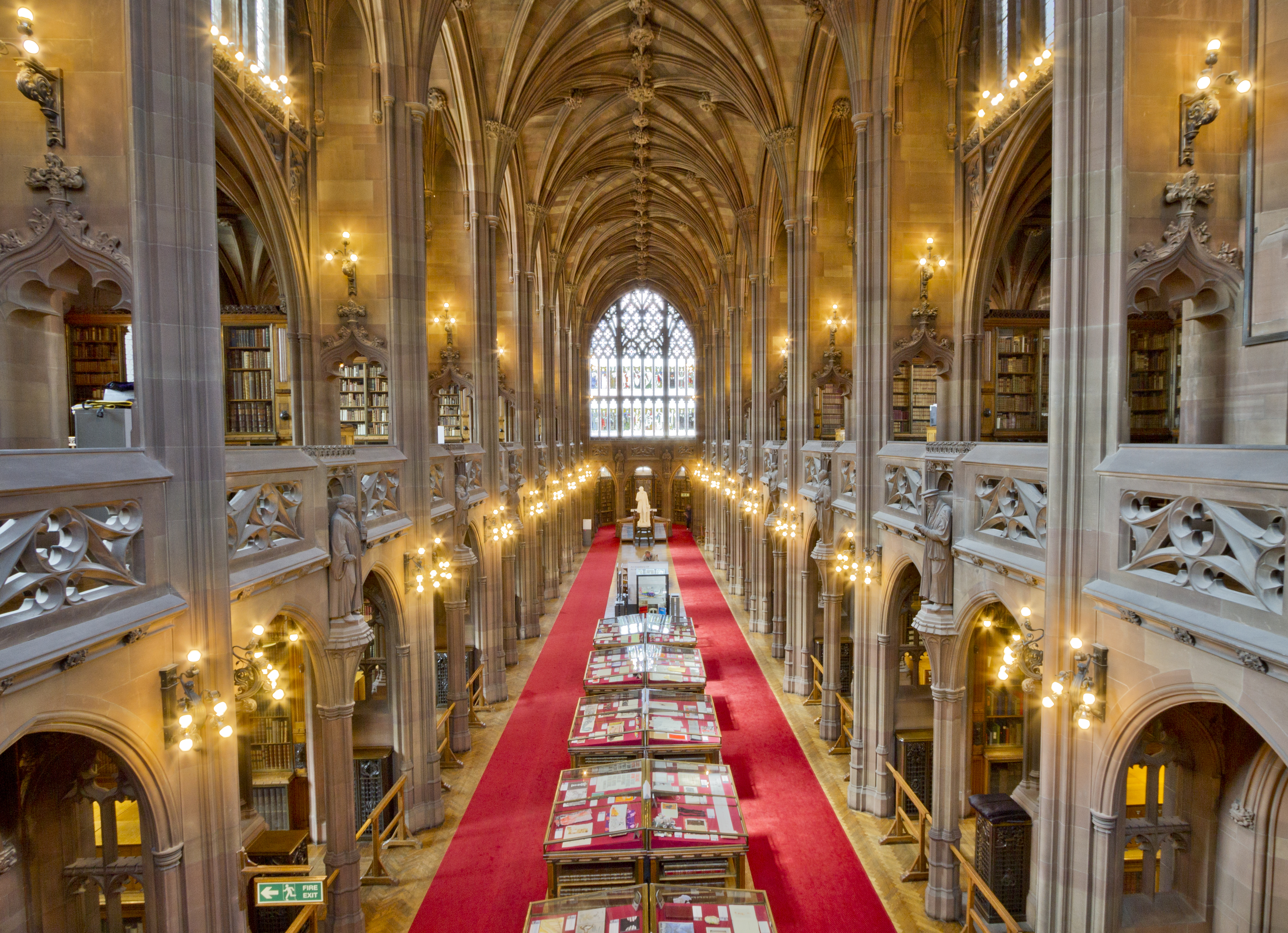
영화 촬영이 진행된 잉글랜드 맨체스터시의 존 라일랜즈 도서관. 맨체스터 시청도 촬영장소로 쓰였다.

2015년 2월 5일, 워킹 타이틀은 제2차 세계 대전 초기 윈스턴 처칠을 다루는 영화 '다키스트 아워'의 제작 소식을 공개, 《사랑에 대한 모든 것》을 맡았던 앤서니 매카튼이 각본을 맡는다고 공식 발표하였다.
2016년 3월 29일, 감독으로 조 라이트가 논의되고 있다는 보도가 나왔다. 2016년 4월에는 게리 올드만이 처칠 역을 맡기로 했다는 소식이 전해졌다. 2016년 9월 6일에는 포커스 픽쳐스가 북미 배급을 맡으며 그 개봉일은 2017년 11월 24일로 정해졌다. 또 벤 멘델슨이 조지 6세 역에, 크리스틴 스콧 토마스가 클레멘타인 처칠 역에 캐스팅된 것으로 전해졌다. 2016년 11월 8일에는 스티븐 딜레인이 영화출연에 합류했다. 이와 더불어 처음에는 네빌 체임벌린 역에 존 허트가 캐스팅될 것으로 전해졌으나, 프리프로덕션 과정에서 췌장암 치료 탓에 출연을 고사하게 되었다. 결국 체임벌린 역에는 로널드 픽업이 나서게 되었으며, 존 허트는 2017년 1월 암으로 세상을 떠났다.
2016년 11월, 《다키스트 아워》의 본촬영이 시작되었다. 이와 더불어 OST 작곡에 다리오 마리아넬리가 참여하게 되었다. 촬영 과정에서 처칠 역의 게리 올드만은 메이크업 총 시간만 200시간 넘게 들였고, 피운 시가만 400개 (2만 달러 상당)로 기록됐다. 촬영은 영국 맨체스터의 맨체스터 시청과 존 라일랜즈 도서관에서 진행되었으며, 작중 주요 배경으로 등장하는 웨스트민스터 궁전의 영국 하원 무대로 사용되었다.
로케이션의 경우 켄트주 세브노크스의 차트웰 하우스 외관은 처칠의 개인비서 엘리자베스 레이튼이 버킹엄궁으로부터 전보를 받는 시퀀스에서 사용되었다. 켄트주 암허스트 요새도 램지 제독의 작전과 칼레 전투씬 촬영에 사용되었다. 버킹엄궁 내부 무대는 사우스요크셔 웬트워스의 웬트워스 우드하우스를 활용하였다.

## 같이 보기
- 덩케르크 (영화)
- 처칠 (영화)
- 윈스턴 처칠의 폭풍전야
- 다운폴 (영화)